# Hans Heinz Stuckenschmidt
Hans Heinz Stuckenschmidt (ur. 1 listopada 1901 w Strasburgu, zm. 15 sierpnia 1988 w Berlinie) – niemiecki pisarz, krytyk muzyczny i pedagog.

## Życiorys
Pobierał prywatne lekcje kompozycji, a także gry na fortepianie i skrzypcach, sam kształcił się w obszarze teorii i historii muzyki. W latach 1931–1933 spotkał Arnolda Schönberga, uczestnicząc w jego kursach analizy muzycznej. Był kompozytorem, krytykiem muzycznym, organizował też wydarzenia muzyczne w Bremie, Hamburgu, Wiedniu, Paryżu i Berlinie. Zorganizował również (z Josefem Ruferem) cykl koncertów nowej muzyki w Hamburgu (1923–1924), w latach 1927–1928 brał udział w działalności lewicowej Novembergruppe, kierując organizacją koncertów. Pisywał krytyki muzyczne m.in. do periodyków Melos, Die Musik i Modern Musik. Współpracował z redakcjami czasopism: w latach 1928–1929 pracował jako kierownik działu krytyki muzycznej w czasopiśmie Bohemia w Pradze, następnie w latach 1929–1934 pisywał na łamach Berliner Zeitung am Mittag. W 1934 roku objęty zakazem działalności publicystycznej w III Rzeszy, wyjechał do Pragi. Pisał na łamach Prager Tageblatt i Neuer Tag. W 1942 roku wcielony do Wehrmachtu, dostał się do niewoli amerykańskiej.
Od 1946 roku ponownie przebywał w Berlinie, gdzie został kierownikiem nowo utworzonego studia muzyki współczesnej zachodnioberlińskiej rozgłośni RIAS. Pisał krytyki muzyczne do Neue Zeitung (1947) i wspólnie z Josefem Ruferem redagował czasopismo Stimmen (1947–1949). Od 1948 do 1967 roku wykładał historię muzyki na Uniwersytecie Technicznym w Berlinie, od 1953 roku na stanowisku profesora. Pisał teksty krytyczne do Neue Zürcher Zeitung (1946–1956) i Frankfurter Allgemeine Zeitung (1956–1988). Był członkiem berlińskiej Akademie für Künste (1974) i Deutsche Akademie für Sprache und Dichtung w Darmstadcie (1977).
Zarówno jako krytyk muzyczny, teoretyk, jak i organizator koncertów promował muzykę i myśl awangardową, w szczególności twórczość Schönberga. Jego książki były tłumaczone na wiele języków. Stuckenschmidt wywarł znaczący wpływ na kształtowanie poglądów i postawy twórczej kompozytorów XX w.

## Wybrane prace
(na podstawie materiałów źródłowych)
- Arnold Schönberg (Zurych i Fryburg Bryzgowijski 1951, 2. wydanie 1957)
- Neue Musik zwischen den beiden Kriegen (Berlin i Frankfurt nad Menem 1951)
- Glanz und Elend der Musikkritik (Berlin 1957)
- Strawinsky und sein Jahrhundert (Berlin 1957)
- Schöpfer der neuen Musik (Frankfurt nad Menem 1958)
- Grenzen des musikalischen Hörens (Berlin 1960)
- Boris Blacher (Berlin 1963)
- Oper in dieser Zeit (Velber 1964)
- Johann Nepomuk David (Wiesbaden 1965)
- Maurice Ravel: Variationen über Person und Werk (Frankfurt nad Menem 1966)
- Ferruccio Busoni. Zeittafel eines Europaers (Zurych 1967)
- Twentieth Century Music (Londyn 1968, wyd. niemieckie pt. Musik des 20. Jahrhunderts Monachium 1969)
- Twentieth Century Composers (Londyn 1970, wyd. niemieckie pt. Die großen Komponisten unseres Jahrhunderts Monachium 1971)
- Schönberg: Leben, Umwelt, Werk (Zurych 1974)
- Die Musik eines halben Jahrhunderts: 1925–1975 (Monachium 1976)
- Schöfer klassischer Musik: Bildnisse und Revisionen (Berlin 1983)